# サフィエ・スルタン
サフィエ・スルタン（Safıye Sultan, 1550年 - 1618年）は、ムラト3世の妃で、メフメト3世の母である。本名はソフィア・バッフォ（Sofia Baffo）。

## 経歴
出典:

### 幼少期 - オスマン帝国へ
「ソフィア（後のサフィエ）は1550年にヴェネツィア共和国の貴族バッフォ家に生まれた。彼女の父は家族と共に、コルフ島の総督として任地に向う途中だった。しかしバルバリア海賊に襲われ、ソフィアは捕えられてイスタンブールに送られた後に奴隷として売り飛ばされ、オスマン帝国のハレムに入れられた」という話は、彼女の義母ヌール・バヌの情報と混同されたものである。
ソフィアは、そこで新しく「サフィエ」というトルコ名を与えられた。そのうち、サーフィエはセリム2世の息子、ムラト皇子の寵姫となった。彼女はメフメト皇子を生んだ。

### 母国との交信
1574年に夫のムラト皇子が、ムラト3世として即位した。サフィエはムラトの寵姫として、何人もの子供を産んだが、義母ヌールバーヌ同様に自分がヴェネツィア人であることを決して忘れなかった。それゆえ彼女は母国の便宜を計るため、ヴェネツィア大使マルコ・アントニオ・バルバロと秘密裏に交信していた。密使には、トルコ人やヴェネツィア人では怪しまれると考えた彼女により、ユダヤ人の女が選ばれた。これらの事実上国家反逆罪である彼女の行為により、ムラト3世や大宰相ソコルル・メフメト・パシャの思惑は、既に会談の前にヴェネツィア側に筒抜けとなった。そして1575年には、1573年に締結されていたヴェネツィア・オスマン間の条約は、よりヴェネツィア側に有利な条件に改定される事になった。
サフィエはヴェネツィア大使のみならず、エリザベス1世とも交信していた。両者の間でのやりとりの内容は不明だが、サフィエが母国の利益のために、カトリーヌに接触したらしい。エリザベスとの交信の方は、彼女達の交信を知ったエリザベスが、イングランドの利益のために、彼女を利用しようと多くの贈り物でサーフィエの心を掴んだという事情があったらしい。このことがきっかけとなり、後にエリザベスからサーフィエの息子メフメト3世に、ハープシコードなどが贈られている。

### 息子の即位
1595年、ムラト3世の死去に伴い、サフィエの息子のメフメト皇子が、メフメト3世として即位した。サフィエはついに母后となった。その後、即位した皇帝の兄弟達は全て抹殺するという「帝国の掟」により、前皇帝の息子達でメフメト3世の、19人の異母兄弟達は死刑執行人により、紐で絞殺された。また、これも帝国の掟により、ムラト3世の40人の愛妾達の内、妊娠していた7人は、生きたまま袋に詰められ、真夜中のボスフォラス海峡に沈められた。
しかし、次にくるアフメト1世の時代以降は、スルタンの兄弟達は「黄金の鳥籠」と呼ばれる幽閉所に軟禁されるようになり、掟はおこなわれなくなった。これは、それまでの掟が残酷だからというよりも、王朝の血統を絶やしてしまわないための方策として採用されるようになったものである。サフィエの息子メフメトもまた、政治に関心が薄かったため、またしてもサフィエが政治に容喙し、権力を振るった。

### 孫の即位とハンダンの影
1603年にメフメト3世が死去し、サフィエの孫のアフメト皇子が、13歳でアフメト1世として即位した。しかし、これは彼の3人の兄弟達が、何者かによって暗殺されたためであった。この暗殺の首謀者は、メフメト3世の寵姫だったハンダン・スルタンと、彼女と結託した宦官たちだと考えられている。
1597年には、サフィエの命令により、サフィエのモスクが金角湾の一等地に建設されることが決められた。この設計には、当代一の建築家ダウトゥ・アーが任命された。彼女がモスク建設を思いついたのは、宗教心からではなく、名声も権力も手にした彼女が、自分の威信を高めるためという理由からだった。
1618年に、サフィエは寝室で不審な死を遂げた。これはサフィエに反感を抱いた者による暗殺と考えられている。